# Вуаль, Жан-Луи
Жан-Луи Вуа́ль, Вуалль, Вьолле (фр. Jean-Louis Voille, 4 мая 1744 года, Париж — 20 ноября 1829, Лонс-ле-Сонье), — французский живописец-портретист, почти не известный у себя на родине, работавший в Санкт-Петербурге; одно время был придворным живописцем Павла I.

## Биография
Родился в семье парижского ювелира. Учился у Франсуа Друэ-младшего в Королевской Академии живописи и скульптуры (1758).
Прибыв в Санкт-Петербург в качестве актёра, уже в 1760-х гг. пользовался известностью как портретист; получил доступ к Гатчинскому двору; в 1780 году стал придворным художником великого князя Павла Петровича, впоследствии императора Павла I. Проработав в России более тридцати лет, вернулся в 1795 году во Францию и выставлял свои произведения в Парижском салоне. После прихода к власти императора Наполеона Бонапарта он снова вернулся в Петербург, где его след затерялся.

## Творчество
Автор камерных портретов, исполненных в монохромной серебристой гамме, близких своим эмоциональным строем сентиментализму. Из них особо выдаются портреты:
- цесаревича Павла Петровича,
- вел. кн. Константина Павловича,
- императора Александра I,
- имп. Марии Феодоровны,
- княгини Юсуповой,
- имп. Екатерины II,
- театрального деятеля И. П. Елагина (гравирован Герасимовым),
- барона Николаи (грав. Гутенбергом).
- графа С. Р. Воронцова, 1774
- Е. А. Нарышкиной (1787, Музей изобразительных искусств им. А. С. Пушкина, Москва),
- неизвестной в голубом платье (1791, Третьяковская галерея).

## Галерея

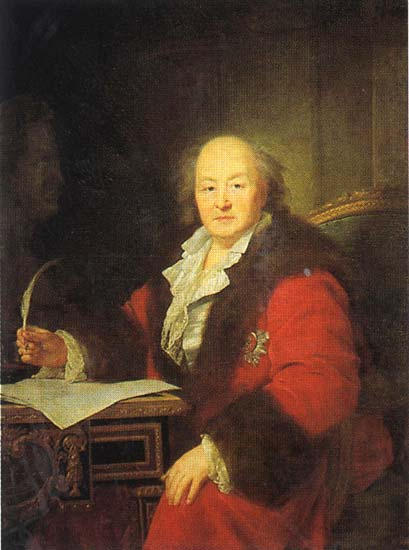
И. П. Елагин. Не ранее 1789
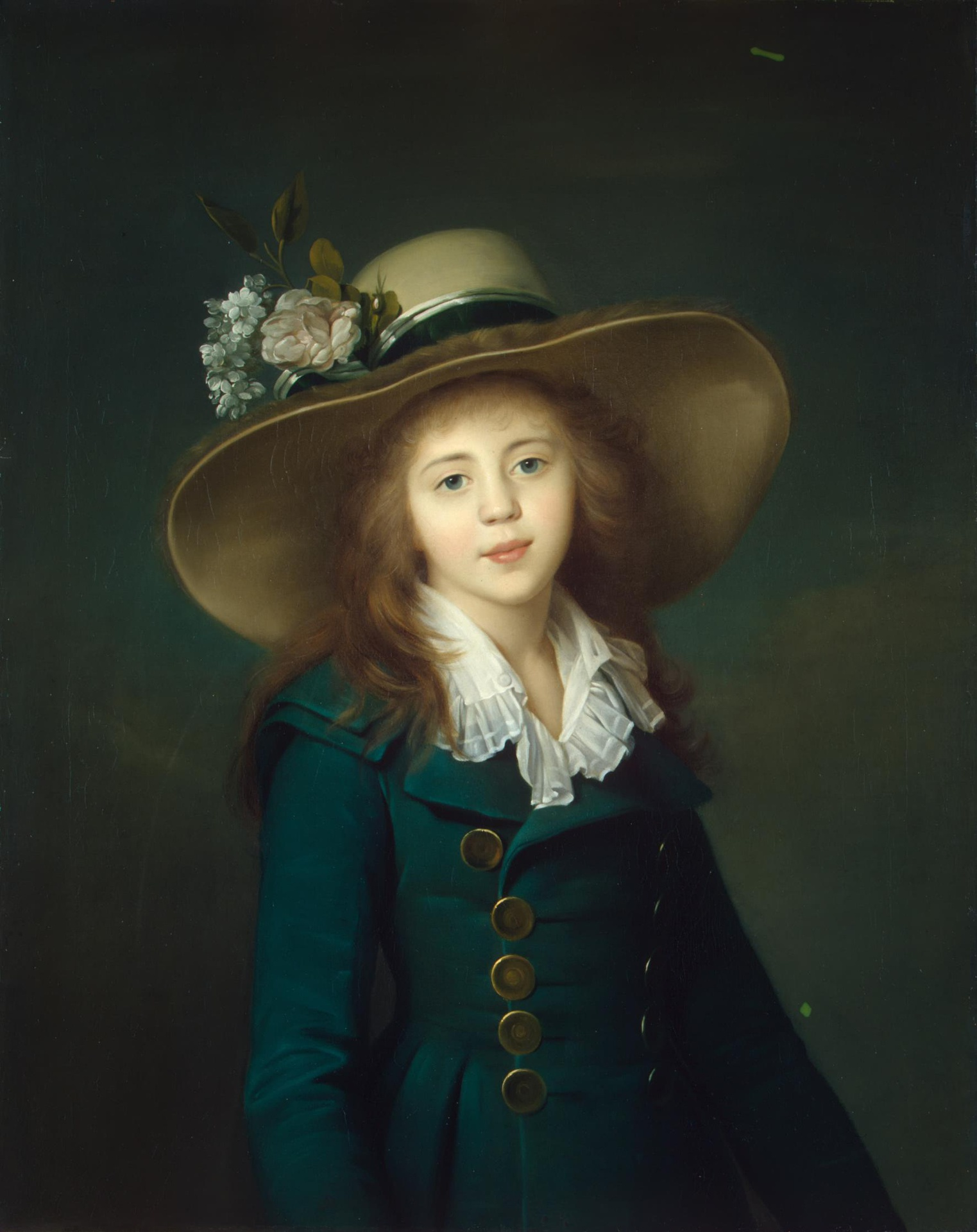
Баронесса Е. А. Строганова. Около 1791–1792
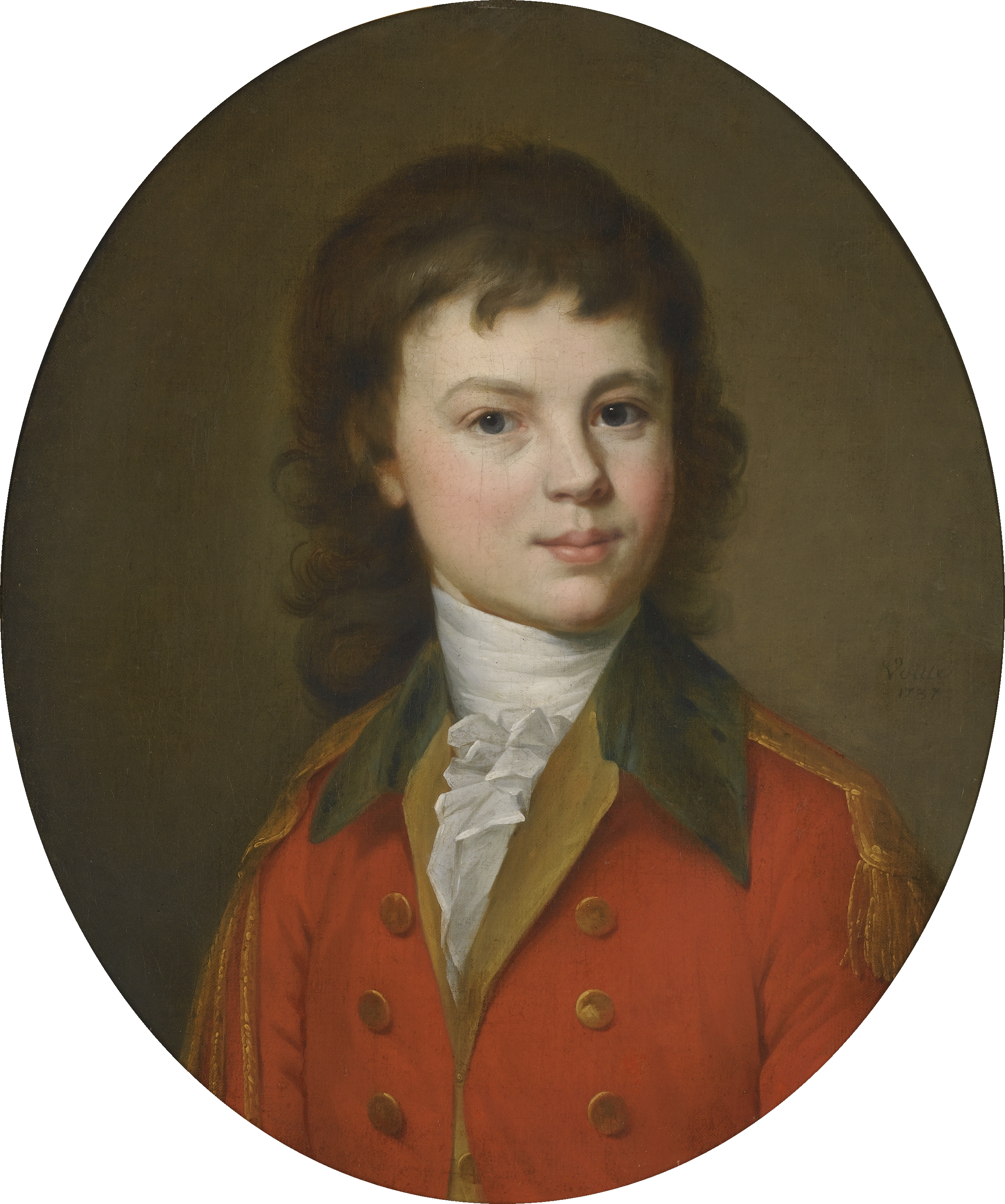
Граф П. А. Строганов. 1787
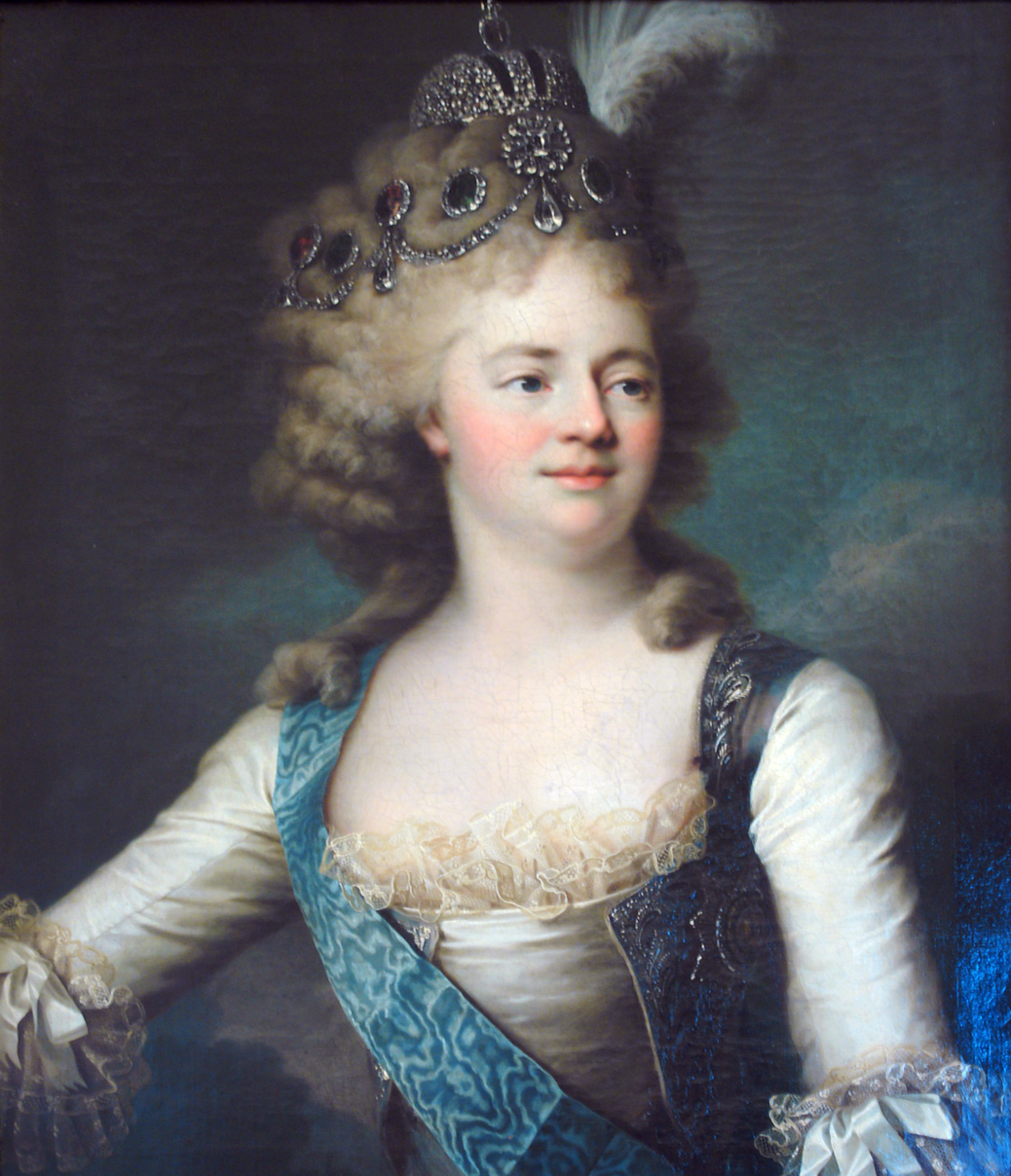
Великая княгиня Мария Фёдоровна. 1790-е годы
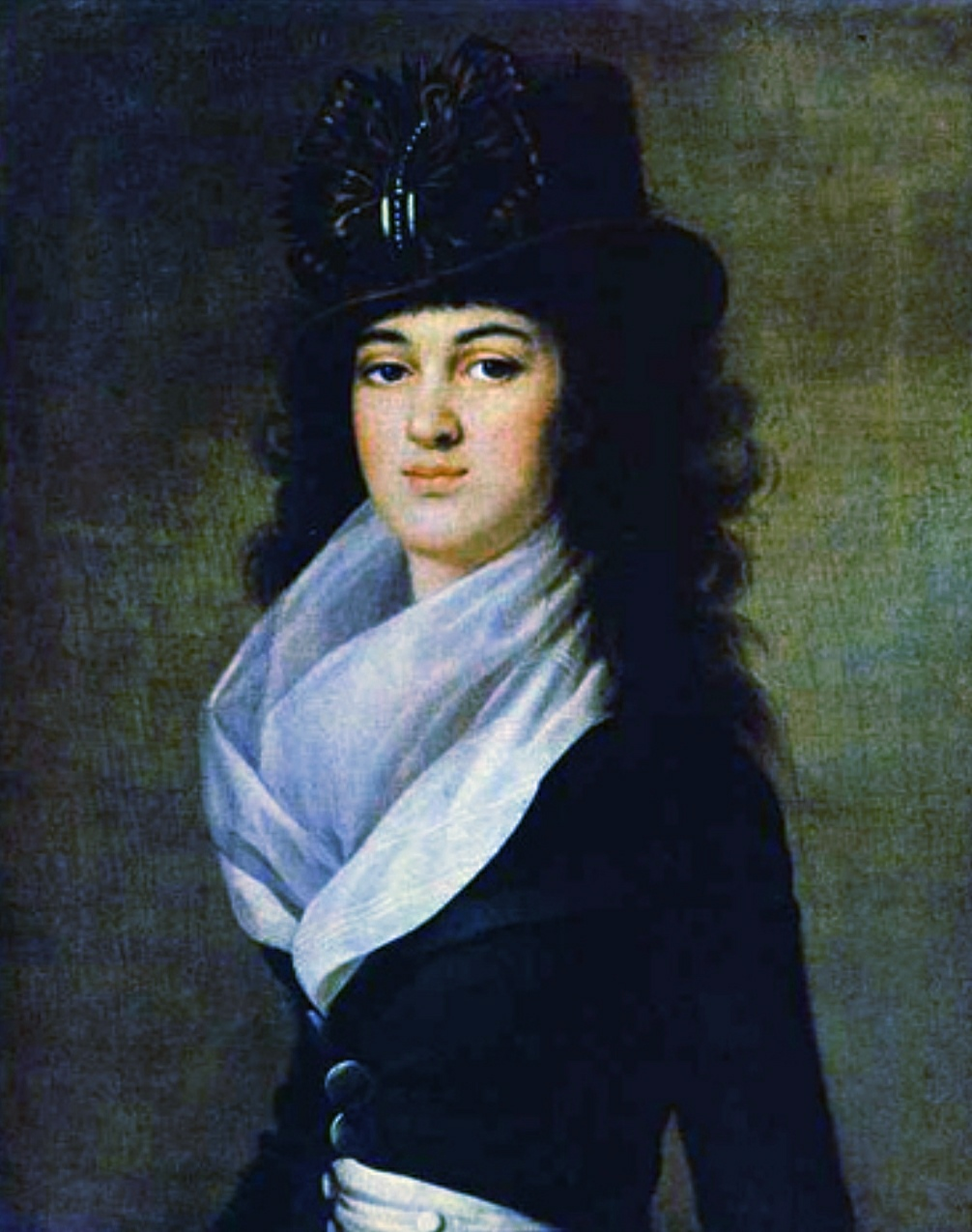
Светлейшая княжна А. П. Лопухина. Начало 1800-х годов
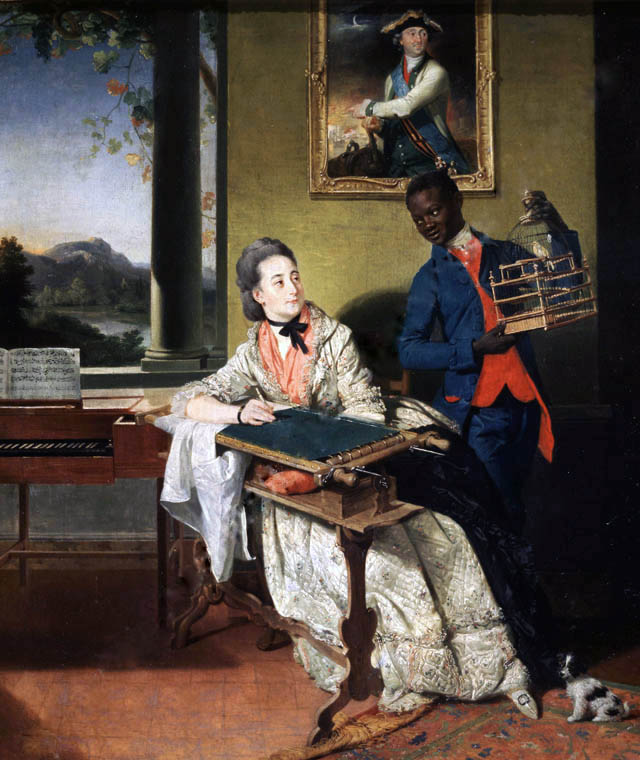
Графиня Е. Н. Орлова-Чесменская (по другой версии — М. С. Бахметьева) с арапчонком. Конец 1780-х годов
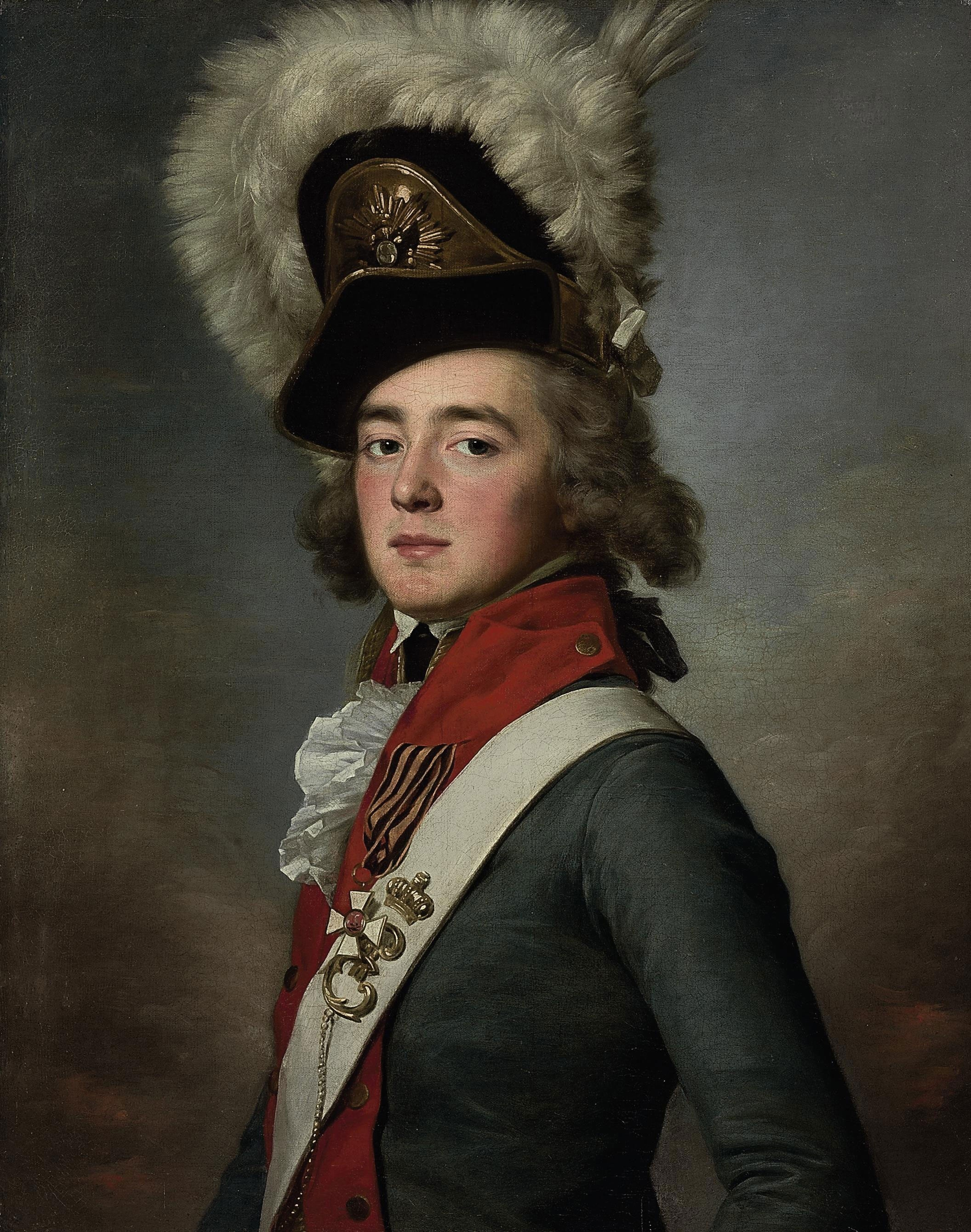
Граф В. А. Зубов. Около 1791–1792